# Leptosphaeria marina
Leptosphaeria marina är en svampart som beskrevs av Ellis & Everh. 1885. Leptosphaeria marina ingår i släktet Leptosphaeria och familjen Leptosphaeriaceae.   Inga underarter finns listade i Catalogue of Life.